# Backwardation
Backwardation, manchmal auch als Backwardization oder Inverted Market bezeichnet, beschreibt eine Preissituation bei Warentermingeschäften. Bei Backwardation liegt der Terminkurs bei Fälligkeit / Verfall des Terminmonats (Liefertermin in der Zukunft) unter dem aktuellen Kassakurs, was einen umgekehrten Markt darstellt. Die Futures-Kurve ist daher typischerweise nach unten geneigt, da die Terminkontrakte somit bei tieferen Preisen – infolge gegenwärtig erhöhter Nachfrage – gehandelt werden. Backwardation führt für Spekulanten regelmäßig zu Rollgewinnen. Die gegenteilige Marktsituation wird als Contango bezeichnet.
Erhöhte akute Nachfrage ist ein wichtiger Grund für Backwardation. Die aktuell vorhandene Nachfrage im physischen Markt ist größer als die Nachfrage in der Zukunft, oder anders gesagt, eine signifikante Anzahl an Käufern benötigt den Rohstoff sofort und nicht erst in Wochen oder Monaten. Entsprechend kann auch eine plötzliche akute Verknappung des Angebots zu dieser Situation führen, wenn die Käufer davon ausgehen, dass die Preise in der Zukunft sinken, bzw. sich das Angebot wieder ausweiten wird.
Ein weiterer Grund für Backwardation ist, dass die Verkäufer mit sinkenden Preisen am Kassamarkt in der Zukunft rechnen oder sich aus anderen Gründen „absichern“ wollen, beispielsweise weil zwischen Produktion und Lieferung ein längerer Zeitraum liegt. Der Verkäufer ist dann unter Umständen bereit, für die Lieferung in der Zukunft einen niedrigeren Verkaufspreis zu akzeptieren, was Backwardation begünstigt.
Im Gegensatz zu Contango kann die Backwardation-Situation nicht so leicht durch den Markteinstieg von bis dahin branchenfremden Arbitrageuren, wie beispielsweise Hedgefonds, abgeschwächt werden. Allenfalls können Marktakteure, die tatsächlich schon über Lagerbestand verfügen, diesen aber nicht benötigen, ihn kurzfristig am Markt anbieten und sich zum Ausgleich mit Futures eindecken.
Verallgemeinert kann der Begriff Backwardation auch bei Preisen angewendet werden, die nichts mit Futures zu tun haben, sofern ein analoges Muster in der Preisgestaltung vorliegt. Wenn es beispielsweise mehr kostet, eine gewisse Menge Silber für 30 Tage als Sachdarlehen zu erhalten als dieselbe Menge für 60 Tage als Sachdarlehen zu erhalten, dann kann man von Backwardation des Silberkurses sprechen.
Der englische Ökonom John Maynard Keynes argumentiert in seinem Buch Treatise on Money aus dem Jahre 1930 (Kapitel 29), dass Backwardation keine abnormale Marktsituation darstellt, sondern als „normal backwardation“ von der Tatsache herrührt, dass sich Warenproduzenten eher gegen ihr Preisrisiko absichern wollen als potenzielle Kunden. Ein akademischer Disput über diese Frage verläuft bis heute.